# Szabó Csaba (orvos)
Szabó Csaba (Győr, 1967. július 12.–), magyar kutatóorvos, farmakológus.

## Tanulmányai
A SOTE-n diplomázott 1991-ben. Élettani és gyógyszertani Ph.D. fokozatokkal rendelkezik. 1999 óta az MTA doktora.

## Kutatási területe
A szabad gyökök. A világ 9. legidézettebb farmakológusa és a világ egyik legidézettebb magyar kutatója.

## Tevékenysége
Kutatói tevékenységét a Semmelweis Egyetem Klinikai Kísérleti Kutató Intézetében kezdte, majd 1992-ben a londoni William Harvey Intézetben folytatta. 1994-ben a Cincinnati Egyetemen létrehozott egy, a vérkeringési sokk, a gyulladás és a nitrozatív stressz témaköreit vizsgáló laboratóriumot. 1999-től az általa alapított Inotek nevű gyógyszerkutató cég kutatási igazgatójaként, és a New Jersey Orvosegyetem professzoraként is dolgozik. Emellett 2002-2006 között a Semmelweis Egyetem Klinikai Kísérleti Kutató Intézet tudományos tanácsadója volt.
Nagy vitát váltott ki akadémiai körökben, amikor 2005-ben Magyarországra jött a SOTE Technológiai Transzfer Irodáját vezetni. Egy évvel később visszatért Amerikába.
2018 óta Svájcban dolgozik, a Fribourgi egyetem farmakológiai tanszékét vezeti.
2024-ben a Corvina kiadó megjelentette a reprodukálhatatlansági válságról szóló, amerikában kiadott könyve magyar kiadását: "Elpazarolt orvostudomány - Hiteltelen kutatók, megbízhatatlan kísérletek"

## Elismerése
- 2004-ben Gábor Dénes-díjjal jutalmazták.[3] 2016-ban az Amerikai Gyógyszertani Társaság "Pharmacia/ASPET" díját kapta.[6] 2021-ben a Brit Gyógyszertani Társaság John Vane Érdemérmét kapta.[7]